# Erik Nys
Erik Nys (Bree, 27 juli 1973) is een voormalige Belgische atleet, die gespecialiseerd was in het verspringen. Hij is de huidige Belgische recordhouder in deze discipline. Hij nam tweemaal deel aan de Olympische Spelen, maar veroverde bij die gelegenheden geen eremetaal.
Nys was bij de jeugd aangesloten bij Atletiekclub Bree en daarna bij Atletiekvereniging Toekomst.

## Belgische kampioenschappen
Outdoor
| onderdeel   | jaar                   |
| ----------- | ---------------------- |
| verspringen | 1994, 1995, 1997, 1999 |

Indoor
| onderdeel        | jaar                   |
| ---------------- | ---------------------- |
| verspringen      | 1994, 1995, 1997, 1999 |
| hinkstapspringen | 1993                   |

## Persoonlijke records
| Onderdeel                   | Prestatie   | Datum            | Plaats  |
| --------------------------- | ----------- | ---------------- | ------- |
| verspringen (outdoor)       | 8,25 m (NR) | 6 juli 1996      | Hechtel |
| verspringen (indoor)        | 8,08 m (NR) | 12 februari 1995 | Gent    |
| hink-stap-springen (indoor) | 15,42 m     | 7 februari 1993  | Gent    |

## Palmares

### hoogspringen
- 1990:  BK AC - 2,00 m
- 1991:  BK AC - 2,11 m
- 1991: 18e EK junioren in Thessaloniki - 2,05 m
- 1992:  BK AC indoor - 2,10 m
- 1992:  BK AC - 2,14 m

### verspringen
- 1992:  BK indoor AC - 7,33 m
- 1992: 10e WK junioren in Seoel - 7,36 m
- 1993: 10e Universiade in Buffalo - 7,51 m
- 1994:  BK indoor AC - 7,71 m
- 1994: 13e EK indoor in Parijs - 7,89 m
- 1994:  BK AC - 7,97 m
- 1994: 8e EK in Helsinki - 7,87 m
- 1995:  BK indoor AC - 7,94 m (NR)
- 1995: 7e WK indoor in Barcelona - 7,87 m
- 1995:  BK AC - 7,73 m
- 1996: 13e EK indoor in Stockholm - 7,73 m
- 1996: 13e OS in Atlanta - 7,72 m
- 1997:  BK indoor AC - 7,74 m
- 1997:  BK AC - 7,74 m
- 1998:  BK indoor AC - 7,46 m
- 1999:  BK indoor AC - 7,71 m
- 1999:  Universade in Palma de Mallorca - 7,99 m
- 1999:  BK AC - 7,86 m
- 1999: 11e WK in Sevilla - 7,83 m
- 2000: 14e in kwal. EK indoor in Gent - 7,68 m
- 2000: 18e in kwal. OS in Sydney - 7,51 m

### hink-stap-springen
- 1993:  BK AC indoor - 15,42 m